# ヨハン・クリストフ・ブルームハルト

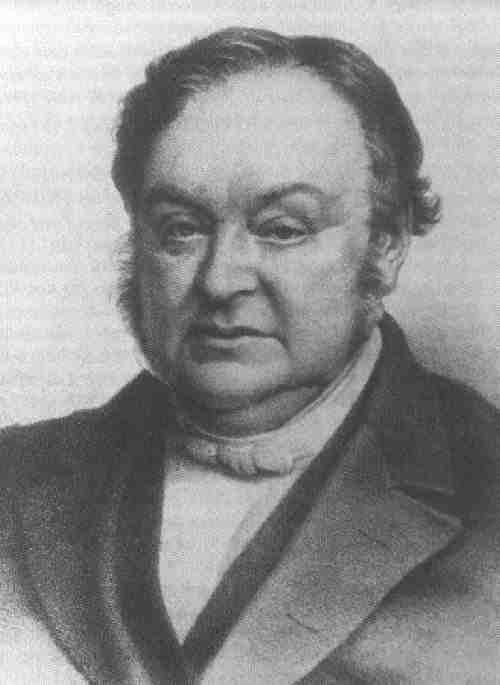
ヨハン・クリストフ・ブルームハルト

ヨハン・クリストフ・ブルームハルト（Johann Christoph Blumhardt 、1805年7月16日 - 1880年2月25日）は、ドイツのルーテル派の神学者、牧師。クリストフ・フリードリッヒ・ブルームハルトの父である。
1842年に若い女性から悪霊を追い出した事件から、リバイバルが起こり、神癒もなされた。その時「イエスは勝利者である」との叫びと共に悪霊が少女から出て行ったという。そして神癒を求めて多くの人がブルームハルトのもとに集まった。
ブルームハルト父子は体系的な神学を構築しなかったが、牧会的、神学的な大きな運動を引き起こした。特に神の国、キリスト教終末論に大きく影響を与えた。

## 著書
- 『悩める魂への慰め』手島欣二郎訳、新教出版社